# Alexandre de Rhodes
Alexandre de Rhodes, född 15 mars 1591, död 5 november 1660, var en fransk jesuit och missionär. 
Han var född i Avignon i Frankrike. År 1619 anlände han som förste fransman till Vietnam. Han lyckades med att konvertera cirka 6 700 vietnameser innan han blev landsförvisad 1630. Han återvände år 1640 efter att ha tillbringat sin tid i den portugisiska kolonin Macau. Han stannade i Vietnam till år 1646 då han dömdes till döden. Straffet omvandlades till landsförvisning på livstid och han återvände till Europa.
Alexandre de Rhodes skapade en vietnamesisk-portugisisk ordbok där han använde det latinska alfabetet som grund. Det inte bara skapade en grund för kristendomen utan även för litteratur. Den latinska teckenuppsättningen kallas Quốc Ngữ. 
Han ritade även den första kartan över dåvarande Vietnam och Cochinkina år 1635. Det sägs att han var ett språkgeni och lärde sig tala flytande vietnamesiska på bara några månader. 
Alexandre de Rhodes dog år 1660 i Isfahan, Persien innan han hann planera ännu en resa till Vietnam.